# Haploclastus validus
Haploclastus validus is een spinnensoort uit de familie van de vogelspinnen (Theraphosidae).
De wetenschappelijke naam van de soort werd in 1899 als Phlogiodes validus gepubliceerd door Reginald Innes Pocock.